# Flaga Saint Vincent i Grenadyn
Flaga Saint Vincent i Grenadyn („The Gems”) – jeden z symboli państwowych Saint Vincent i Grenadyn. Flaga w obecnej postaci została przyjęta w 1985 r. i zastąpiła podobną flagę (używającą herbu państwa), która z niewielkimi zmianami była w użyciu od uzyskania niepodległości.

## Wygląd i symbolika
Flaga składa się z trzech pionowych pasów w kolorach niebieskim, żółtym i zielonym. Środkowy, żółty pas zajmuje 1/2 flagi, dwa boczne – po 1/4. Na żółtym pasie umieszczono trzy zielone romby, układające się w kształt litery V, jak Vincent – od głównej wyspy państwa. Romby te nawiązywać mają do kształtu kamieni szlachetnych, diamentów, co związane jest z dawnym określeniem wysp jako „szlachetnych kamieni Antyli”. Kolor niebieski symbolizuje niebo i morze, kolor żółty (złoty) – piaszczyste brzegi Grenadyn, zielony zaś – bujną roślinność Saint Vincent i witalność mieszkańców.

## Historia
W czasach kolonialnych władza nad St. Vincent i Grenadynami wielokrotnie przechodziła z rąk francuskich do rąk brytyjskich, do momentu podpisania traktatu paryskiego. Wtedy to Francja na dobre zrzekła się władzy na wyspach, a Saint Vincent i Grenadyny stały się kolonią korony brytyjskiej. W tamtym okresie w użyciu był brytyjski Blue Ensign, z herbem wysp wycentrowanym w lewej połowie flagi. Po uzyskaniu całkowitej niepodległości w 1979 r. wprowadzono flagę zaprojektowaną przez Elaine Liverpool, składającą się z pięciu pionowych pasów: niebieskiego, żółtego i zielonego, przedzielonych cienkimi białymi paskami. Na środku flagi znajdował się herb państwowy na liściu chlebowca. W 1984 r. do władzy doszła Nowa Partia Demokratyczna. Nowemu rządowi zależało na zmianie flagi. Zorganizowano konkurs, jednak żadna praca nie została wyłoniona jako zwycięska. Władze powierzyły więc zadanie szwajcarskiemu grafikowi Julienowi van der Walowi, który zaprojektował już wcześniej flagę kantonu Genewy. Usunął on białe paski i zastąpił herb trzema zielonymi klejnotami, układającymi się w literę V. Flaga została oficjalnie przyjęta 21 października 1985 r.

Flaga St. Vincent i Grenadyn używana w latach 1877–1907.
Flaga używana przez kolonię do 1979.
Flaga Federacji Indii Zachodnich, której w latach 1958–1962 St. Vincent i Grenadyny były częścią.
Flaga używana po uzyskaniu przez St. Vincent pełnej niepodległości w latach 1979–1985.
Flaga używana przez państwo od marca do października 1985 r.